# 二瓶哲也
二瓶 哲也（にへい てつや、1968年6月4日 - ）は、日本の小説家。新潟県出身。

## 人物・経歴
2012年、「最後のうるう年」で第115回文學界新人賞を受賞。成熟した筆力の持主と評された。新潟弁で書かれる独特の世界観が特徴的であり、表現力とストーリー性には定評がある。

## 作品リスト

### 単行本未収録
小説
- 「最後のうるう年」 - 『文學界』2012年12月号
- 「今日の日はさようなら」 - 『文學界』2013年9月号
- 「ありふれた犬」 - 『すばる』2015年3月号
- 「再訪」 - 『すばる』2015年12月号
- 「酩酊のあいまに」 - 『すばる』2016年10月号
- 「墓じまい」 - 『文学界』2017年5月号
- 「宮水をめぐる便り」 - 『すばる』2018年7月号
- 「ヒマラヤ杉の年輪」 - 『文學界』2020年8月号
- 「それだけの理由で」 - 『文學界』2023年3月号
- 「ふたご理論」 - 『すばる』2024年6月号

エッセイ
- 「泣くという事」 - 『すばる』2013年12月号